# Las Eutimias
Las Eutimias är en ort i Mexiko.   Den ligger i kommunen Ocampo och delstaten Coahuila, i den norra delen av landet, 1 100 km norr om huvudstaden Mexico City. Las Eutimias ligger 1 027 meter över havet och antalet invånare är 110.
Terrängen runt Las Eutimias är platt åt nordost, men åt sydväst är den kuperad.  Trakten runt Las Eutimias är nära nog obefolkad, med mindre än två invånare per kvadratkilometer. Det finns inga andra samhällen i närheten. Omgivningarna runt Las Eutimias är i huvudsak ett öppet busklandskap.